# Am/pm

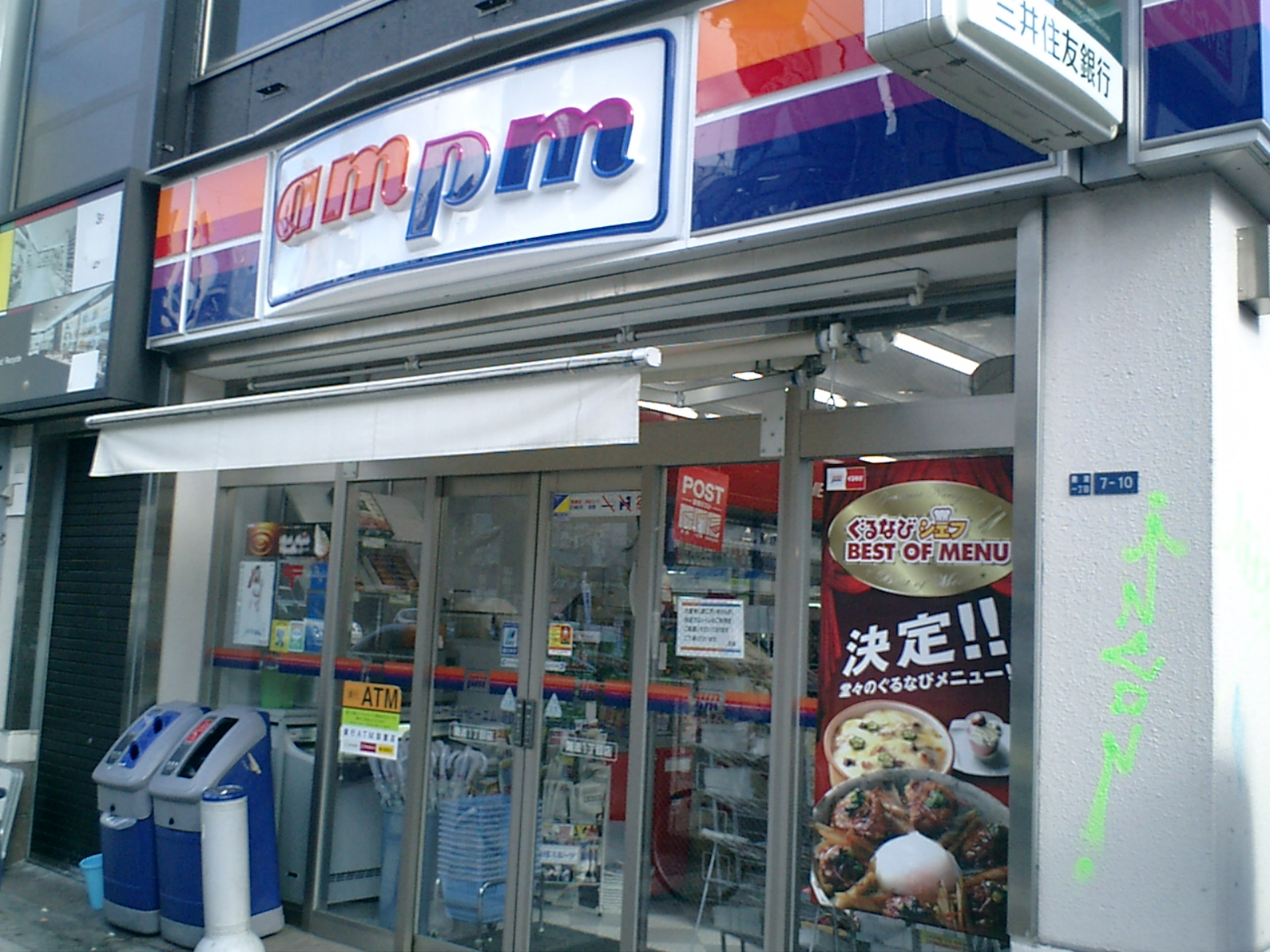
일본 오사카시에 있던 am/pm 난바 1가점의 모습

am/pm은 미국을 중심으로 하는 편의점이다. 1978년에 설립되었으며, 프랜차이즈점은 멕시코, 브라질, 아르헨티나에도 존재한다. 가게 이름의 유래는 am(오전)에도 pm(오후)에서도 상관없이 24시간 영업한다는 것에서 유래되었다. 현재는 영국 BP의 계열사이다.
일본에도 있었으나, 2011년 12월 10일 일본 내 사업을 철수하고 전 매장이 훼미리마트로 변경되었다. 대한민국에서는 1999년에 사업 정리로 인해 철수하였으나, 아직도 am/pm의 간판을 달고 영업하는 곳이 상당수 존재한다.